# Tour du Poitou-Charentes 2012
 (septembre 2012).
Si vous disposez d'ouvrages ou d'articles de référence ou si vous connaissez des sites web de qualité traitant du thème abordé ici, merci de compléter l'article en donnant les références utiles à sa vérifiabilité et en les liant à la section « Notes et références ».
Le Tour du Poitou-Charentes 2012 est la 26e édition de cette course et a lieu du 21 au 24 août. Elle est classée 2.1 à l'UCI Europe Tour.
Ce Tour du Poitou-Charentes est remporté par l'Australien Luke Durbridge (Orica-GreenEDGE). Il avait pris le maillot blanc de leader lors du contre-la-montre de La Roche-Posay. Il succède à un autre océanien, le Néo-Zélandais Jesse Sergent (RadioShack-Nissan) qui portait le dossard 1.

## Présentation

### Parcours
Le grand départ a lieu Villebois-Lavalette dans le département de la Charente. Le lieu d'arrivée de cette première étape est que Royan, une des villes les plus touristiques du Poitou-Charentes pendant l'été. L'étape est longue de 182 km. La seconde étape, la plus longue de ce tour (199 km), part de Royan et arrive dans les Deux-Sèvres, à Melle. La troisième étape est la plus courte (99 km) et se déroule sur le matin seulement, dans la Vienne, et relie Pleumartin à La Roche-Posay. Un contre-la-montre est disputé dans l'après-midi, sur 22,1km autour de La Roche-Posay. Melle accueille le départ de la dernière étape. Comme toutes les années, l'arrivée aura lieu à Poitiers après 189 km de course. Au total, les coureurs ont parcouru 689,1 km soit 33,9 de plus que l'année précédente.

### Équipes
UCI ProTeams
| Nom de l'équipe        | Pays       | Code | Marque de cycle |
| ---------------------- | ---------- | ---- | --------------- |
| AG2R La Mondiale       | France     | ALM  | Kuota           |
| Euskaltel-Euskadi      | Espagne    | EUS  | Orbea           |
| FDJ-BigMat             | France     | FDJ  | Lapierre        |
| Katusha                | Russie     | KAT  | Canyon          |
| Movistar               | Espagne    | MOV  | Pinarello       |
| Orica-GreenEDGE        | Australie  | OGE  | Scott           |
| RadioShack-Nissan      | Luxembourg | RNT  | Trek            |
| Saxo Bank-Tinkoff Bank | Danemark   | STB  | Specialized     |

Équipes continentales professionnelles
| Nom de l'équipe         | Pays       | Code | Marque de cycles |
| ----------------------- | ---------- | ---- | ---------------- |
| Bretagne-Schuller       | France     | BSC  | KTM              |
| Cofidis                 | France     | COF  | Look             |
| Europcar                | France     | EUC  | Colnago          |
| Landbouwkrediet-Euphony | Belgique   | LAN  | CKT              |
| Saur-Sojasun            | France     | SAU  | Time             |
| Team Type 1             | États-Unis | TT1  | Colnago          |

Équipes continentales
| Nom de l'équipe                    | Pays     | Code | Marque de cycles |
| ---------------------------------- | -------- | ---- | ---------------- |
| Auber 93                           | France   | AUB  | Look             |
| La Pomme Marseille                 | France   | LPM  | CKT              |
| Rabobank                           | Pays-Bas | RB3  |                  |
| Roubaix Lille Métropole            | France   | RLM  | Lapierre         |
| Véranda Rideau-Super U             | France   | VRU  |                  |
| Wallonie Bruxelles-Crédit agricole | Belgique | WBC  |                  |

## Participants
Le tenant du titre, Jesse Sergent est présent avec l'équipe RadioShack-Nissan qui compte entre autres Yaroslav Popovych, Haimar Zubeldia et Joost Posthuma. Alex Dowsett, second en 2011 n'est pas présent puisque son équipe, la Sky n'est pas présente, de même que le troisième Michał Kwiatkowski, et son équipe Omega Pharma-Quick Step.
AG2R La Mondiale est présente avec Jean-Christophe Péraud (quatrième en 2011) mais sans Martin Elmiger (cinquième) et Christophe Riblon (dixième). Jimmy Casper est le sprinter de cette équipe. Le sixième et le septième de l'édition précédente, Damien Gaudin et José Joaquín Rojas sont absents. L'équipe Europcar n'a pas inscrit Gaudin, mais se présente avec Thomas Voeckler, Christophe Kern, Cyril Gautier et Sébastien Chavanel. Pour la Movistar, les principaux coureurs sont Vasil Kiryienka, Vladimir Karpets, José Iván Gutiérrez et le champion d'Espagne, Francisco Ventoso. Paul Poux, huitième en 2011, n'est pas là, mais son équipe Saur-Sojasun l'est, avec Jérôme Coppel (neuvième), et Jimmy Engoulvent. Seuls quatre des dix premiers de 2011 sont donc présents.
L'équipe Euskaltel-Euskadi est venue avec Samuel Sánchez et Mikel Nieve, la Katusha avec Luca Paolini. La FDJ-BigMat est présente avec Pierrick Fédrigo, Jérémy Roy, Yauheni Hutarovich. Orica-GreenEDGE a emmené entre autres Tomas Vaitkus. Karsten Kroon et Lucas Sebastián Haedo sont présents avec la Saxo Bank-Tinkoff Bank. Rein Taaramäe, Nicolas Vogondy, László Bodrogi, Rick Zabel et Morgan Kneisky (ancien champion du monde de scratch) sont également présents.

## Récit de la course
La 1re étape est remportée au sprint par Aidis Kruopis de la formation Orica-GreenEDGE devant Yauheni Hutarovich (FDJ-BigMat) et Evaldas Šiškevičius (La Pomme Marseille).
La 2e étape est de nouveau remportée par Kruopis, cette fois devant Adrien Petit (Cofidis) et Hutarovich. Avec le bonifications, Kruopis compte désormais 8 secondes d'avance sur Hutarovich. Les coureurs n'ayant pas perdu de temps et n'ayant pas pris de bonification sont à 20 secondes.
La 3e étape est de nouveau remportée au sprint, cette fois par Giacomo Nizzolo (RadioShack-Nissane), devant Denis Flahaut (Roubaix Lille Métropole) et Maxime Le Montagner (Véranda Rideau-Super U).
Le contre-la-montre est remporté par Luke Durbridge (Orica-GreenEDGE) avec 9 secondes d'avance sur Jérémy Roy (FDJ-BigMat) et 17 secondes sur László Bodrogi (Type 1-Sanofi). Vasil Kiryienka et Rubén Plaza (Movistar), Jean-Christophe Péraud (AG2R La Mondiale) et Julien Antomarchi (Type 1-Sanofi) sont respectivement à 20, 21, 22 et 26 secondes. Quatre coureurs dont Thomas Voeckler (Europcar) sont à 35 secondes. Le classement général est le même si ce n'est que Bodrogi, qui avait pris quelques bonifications durant les premières étapes n'est qu'à 12 secondes. 21 coureurs sont classés dans la même minute.
La dernière étape est rapide, une échappée s'est formée dès les premiers kilomètres, mais le peloton accélère, ce qui cause une bordure. Le peloton se divise en trois groupes. Il n'y a alors plus d'échappés en tête, David Le Lay (Saur-Sojasun) et Johan Le Bon (Bretagne-Schuller) sont sortis du premier groupe dans lequel figuraient tous les leaders. Au km 104, ils sont repris. Dans le circuit final, lors de la première ascension de la côte de la Barre, Voeckler, Jérôme Coppel (Saur-Sojasun) et Pierrick Fédrigo (FDJ-BigMat) sont en tête. Coppel distance les autres et passe seul en tête lors du premier passage sur la ligne d'arrivée. Il est rattrapé dans les derniers kilomètres. Voeckler attaque mais se fait lui aussi reprendre dans les derniers mètres. Voeckler tente de rester en tête pour jouer la victoire d'étape mais Francisco Ventoso (Movistar) le dépasse sur la ligne et s'adjuge la dernière étape. La victoire finale revient à Durbridge devant Roy et Bodrogi.

## Règlement

### Sprint et grimpeurs
Dans chaque étape, plusieurs points sont distribués dans des sprints intermédiaires. Le premier qui passe la ligne reçoit 4 points pour le classement par points et 3 secondes de bonification au classement général, le deuxième 2 points et 2 secondes, le troisième 1 point et 1 seconde. Le vainqueur de l'étape reçoit 25 points et 10 secondes de bonifications, le deuxième 20 points et 6 secondes, le troisième 16 points et 4 secondes, le quatrième 14 points, le cinquième 12 points, le sixième 10 points, le septième 9 points, le huitième 8 points, le neuvième 7 points, le dixième 6 points, le onzième 5 points, le douzième 4 points, le treizième 3 points, le quatorzième 2 points et le quinzième 1 point.
Les Grands Prix de la montagne distribuent des points pour le classement de meilleur grimpeur. Le premier marque 3 points, le deuxième 2 points et le troisième 1 point. Contrairement à d'autres tours, les côtes ne sont pas classées par catégorie.

## Étapes
| Étape     | Date    | Ville étapes                    | Type                        | Distance | Vainqueur d'étape | Leader du classement général |
| --------- | ------- | ------------------------------- | --------------------------- | -------- | ----------------- | ---------------------------- |
| 1re étape | 21 août | Villebois-Lavalette - Royan     | Étape de plaine             | 182 km   | Aidis Kruopis     | Aidis Kruopis                |
| 2         | 22 août | Royan - Melle                   | Étape de plaine             | 199,2 km | Aidis Kruopis     | Aidis Kruopis                |
| 3         | 23 août | Pleumartin - La Roche-Posay     | Étape de Plaine             | 99,4 km  | Giacomo Nizzolo   | Aidis Kruopis                |
| 4         | 23 août | La Roche-Posay - La Roche-Posay | Contre-la-Montre individuel | 22,1 km  | Luke Durbridge    | Luke Durbridge               |
| 5         | 24 août | Melle - Poitiers                | Étape de Plaine             | 188,8 km | Francisco Ventoso | Luke Durbridge               |

## Classement final

### Classement général
| Classement général | Classement général     | Classement général | Classement général   | Classement général  |
|                    | Coureur                | Pays               | Équipe               | Temps               |
| ------------------ | ---------------------- | ------------------ | -------------------- | ------------------- |
| 1er                | Luke Durbridge         | AUS                | Orica-GreenEDGE      | en 16 h 37 min 13 s |
| 2e                 | Jérémy Roy             | FRA                | FDJ-BigMat           | + 6 s               |
| 3e                 | László Bodrogi         | FRA                | Type 1-Sanofi        | + 11 s              |
| 4e                 | Jean-Christophe Péraud | FRA                | AG2R La Mondiale     | + 22 s              |
| 5e                 | Thomas Voeckler        | FRA                | Europcar             | + 26 s              |
| 6e                 | Marc Goos              | NED                | Rabobank Continental | + 35 s              |
| 7e                 | Rui Costa              | POR                | Movistar             | + 35 s              |
| 8e                 | Rein Taaramäe          | EST                | Cofidis              | + 37 s              |
| 9e                 | Dylan van Baarle       | NED                | Rabobank Continental | + 39 s              |
| 10e                | Ben Hermans            | BEL                | RadioShack-Nissan    | + 44 s              |
| modifier           |                        |                    |                      |                     |

### Classement annexes
| Classement par points | Classement par points | Classement par points | Classement par points | Classement par points |
| --------------------- | --------------------- | --------------------- | --------------------- | --------------------- |
|                       | Coureur               | Pays                  | Équipe                | Point(s)              |
| 1er                   | Aidis Kruopis         | LTU                   | Orica-GreenEDGE       | 50 points             |
| 2e                    | Yauheni Hutarovich    | BLR                   | FDJ-BigMat            | 48 pts                |
| 3e                    | Francisco Ventoso     | ESP                   | Movistar              | 31 pts                |
| 4e                    | Marco Haller          | AUT                   | Katusha               | 30 pts                |
| 5e                    | Evaldas Šiškevičius   | LTU                   | La Pomme Marseille    | 26 pts                |
| 6e                    | Adrien Petit          | FRA                   | Cofidis               | 26 pts                |
| 7e                    | Luke Durbridge        | AUS                   | Orica-GreenEDGE       | 24 pts                |
| 8e                    | Thomas Voeckler       | FRA                   | Europcar              | 24 pts                |
| 9e                    | Fabien Bacquet        | FRA                   | Auber 93              | 23 pts                |
| 10e                   | Sébastien Chavanel    | FRA                   | Europcar              | 22 pts                |
| modifier              |                       |                       |                       |                       |

| Classement du meilleur grimpeur | Classement du meilleur grimpeur | Classement du meilleur grimpeur | Classement du meilleur grimpeur | Classement du meilleur grimpeur |
| ------------------------------- | ------------------------------- | ------------------------------- | ------------------------------- | ------------------------------- |
|                                 | Coureur                         | Pays                            | Équipe                          | Point(s)                        |
| 1er                             | Gaylord Cumont                  | FRA                             | Véranda Rideau-Super U          | 26 points                       |
| 2e                              | Loïc Desriac                    | FRA                             | Roubaix Lille Métropole         | 9 pts                           |
| 3e                              | Mathieu Delarozière             | FRA                             | La Pomme Marseille              | 8 pts                           |
| 4e                              | David Le Lay                    | FRA                             | Saur-Sojasun                    | 6 pts                           |
| 5e                              | Johan Le Bon                    | FRA                             | Bretagne-Schuller               | 6 pts                           |
| 6e                              | Jimmy Engoulvent                | FRA                             | Saur-Sojasun                    | 5 pts                           |
| 7e                              | Rui Costa                       | POR                             | Movistar                        | 4 pts                           |
| 8e                              | László Bodrogi                  | FRA                             | Type 1-Sanofi                   | 2 pts                           |
| 9e                              | Thomas Voeckler                 | FRA                             | Europcar                        | 2 pts                           |
| 10e                             | Cyril Lemoine                   | FRA                             | Saur-Sojasun                    | 2 pts                           |
| modifier                        |                                 |                                 |                                 |                                 |

| Classement du meilleur jeune | Classement du meilleur jeune | Classement du meilleur jeune | Classement du meilleur jeune | Classement du meilleur jeune |
|                              | Coureur                      | Pays                         | Équipe                       | Temps                        |
| ---------------------------- | ---------------------------- | ---------------------------- | ---------------------------- | ---------------------------- |
| 1er                          | Luke Durbridge               | AUS                          | Orica-GreenEDGE              | en 16 h 37 min 16 s          |
| 2e                           | Marc Goos                    | NED                          | Rabobank Continental         | + 36 s                       |
| 3e                           | Dylan van Baarle             | NED                          | Rabobank Continental         | + 39 s                       |
| 4e                           | Ilnur Zakarin                | RUS                          | Katusha                      | + 1 min 15 s                 |
| 5e                           | Loïc Desriac                 | FRA                          | Roubaix Lille Métropole      | + 1 min 29 s                 |
| 6e                           | Marco Haller                 | AUT                          | Katusha                      | + 1 min 43 s                 |
| 7e                           | Marco Minnaard               | NED                          | Rabobank Continental         | + 2 min 45 s                 |
| 8e                           | Ivar Slik                    | NED                          | Rabobank Continental         | + 3 min 50 s                 |
| 9e                           | Enrique Sanz                 | ESP                          | Movistar                     | + 4 min 47 s                 |
| 10e                          | Leigh Howard                 | AUS                          | Orica-GreenEDGE              | + 5 min 6 s                  |
| modifier                     |                              |                              |                              |                              |

| Classement Inter-Départemental | Classement Inter-Départemental | Classement Inter-Départemental | Classement Inter-Départemental | Classement Inter-Départemental |
| ------------------------------ | ------------------------------ | ------------------------------ | ------------------------------ | ------------------------------ |
|                                | Coureur                        | Pays                           | Équipe                         | Point(s)                       |
| 1er                            | Gaylord Cumont                 | FRA                            | Véranda Rideau-Super U         |                                |
| 2e                             | László Bodrogi                 | FRA                            | Team Type 1                    |                                |
| 3e                             | Mathieu Delarozière            | FRA                            | La Pomme Marseille             |                                |
| modifier                       |                                |                                |                                |                                |

## UCI Europe Tour
Ce Tour du Poitou-Charentes attribue des points pour l'UCI Europe Tour 2012.
| Position           | 1er | 2e | 3e | 4e | 5e | 6e | 7e | 8e | 9e | 10e | 11e | 12e |
| Classement général | 80  | 56 | 32 | 24 | 20 | 16 | 12 | 8  | 7  | 6   | 5   | 3   |
| Par étape          | 16  | 11 | 6  | 5  | 4  | 2  |    |    |    |     |     |     |
| Général par jour   | 8   |    |    |    |    |    |    |    |    |     |     |     |

| #  | Coureur               | Équipe                  | Points |
| -- | --------------------- | ----------------------- | ------ |
| 1  | László Bodrogi        | Type 1-Sanofi           | 38     |
| 2  | Thomas Voeckler       | Europcar                | 31     |
| 3  | Marc Goos             | Rabobank Continental    | 16     |
| 4  | Evaldas Šiškevičius   | La Pomme Marseille      | 13     |
| 5  | Adrien Petit          | Cofidis                 | 11     |
| 5  | Denis Flahaut         | Roubaix Lille Métropole | 11     |
| 7  | Rein Taaramäe         | Cofidis                 | 8      |
| 8  | Dylan van Baarle      | Rabobank Continental    | 7      |
| 9  | Maxime Le Montagner   | Roubaix Lille Métropole | 6      |
| 10 | Alexander Serebryakov | Type 1-Sanofi           | 5      |

| Suite du classement (11-16) | Suite du classement (11-16) | Suite du classement (11-16)        | Suite du classement (11-16) |
| --------------------------- | --------------------------- | ---------------------------------- | --------------------------- |
| 11                          | Fabien Bacquet              | Auber 93                           | 5                           |
| 13                          | Yohann Gène                 | Europcar                           | 4                           |
| 14                          | Cyril Lemoine               | Saur-Sojasun                       | 3                           |
| 15                          | Joeri Stallaert             | Landbouwrediet-Euphony             | 2                           |
| 16                          | Robin Stenuit               | Wallonie Bruxelles-Crédit agricole | 2                           |

## Évolution des classements
| Étape              | Vainqueur          | Classement général | Classement par points | Classement de la montagne | Classement du meilleur jeune | Classement par équipes | Prix de la combativité |
| ------------------ | ------------------ | ------------------ | --------------------- | ------------------------- | ---------------------------- | ---------------------- | ---------------------- |
| 1                  | Aidis Kruopis      | Aidis Kruopis      | Aidis Kruopis         | Gaylord Cumont            | Thomas Vaubourzeix           | La Pomme Marseille     | Thomas Vaubourzeix     |
| 2                  | Aidis Kruopis      | Aidis Kruopis      | Aidis Kruopis         | Gaylord Cumont            | Thomas Vaubourzeix           | La Pomme Marseille     | Mathieu Delarozière    |
| 3                  | Giacomo Nizzolo    | Aidis Kruopis      | Aidis Kruopis         | Gaylord Cumont            | Thomas Vaubourzeix           | La Pomme Marseille     | Javier Iriarte         |
| 4                  | Luke Durbridge     | Luke Durbridge     | Aidis Kruopis         | Gaylord Cumont            | Luke Durbridge               | Movistar               | non décerné            |
| 5                  | Francisco Ventoso  | Luke Durbridge     | Aidis Kruopis         | Gaylord Cumont            | Luke Durbridge               | Movistar               | Johan Le Bon           |
| Classements finals | Classements finals | Luke Durbridge     | Aidis Kruopis         | Gaylord Cumont            | Luke Durbridge               | Movistar               |                        |